# Hoàng Cường
Hoàng Cường (tiếng Trung giản thể: 黄强, bính âm Hán ngữ: Huáng Qiáng, sinh tháng 4 năm 1963, người Hán) là chuyên gia kỹ thuật thiết kế hàng không, chính trị gia nước Cộng hòa Nhân dân Trung Hoa. Ông là Ủy viên Ủy ban Trung ương Đảng Cộng sản Trung Quốc khóa XX, hiện là Phó Bí thư Tỉnh ủy, Bí thư Đảng tổ, Tỉnh trưởng Chính phủ Nhân dân tỉnh Tứ Xuyên. Ông nguyên là Thường vụ Tỉnh ủy, Phó Bí thư Đảng tổ, Phó Tỉnh trưởng thường vụ của hai tỉnh là Hà Nam và Cam Túc; Ủy viên Đảng tổ, Phó Cục trưởng Cục Khoa học, Công nghệ và Công nghiệp Quốc phòng, Người phát ngôn Cục Vũ trụ Quốc gia; và Tổng thư ký của Ủy ban này.
Hoàng Cường là Đảng viên Đảng Cộng sản Trung Quốc, học vị Tiến sĩ Quản lý kỹ thuật, chức danh Cao cấp công trình sư cấp Nghiên cứu viên. Ông là một chuyên gia nổi tiếng của Trung Quốc trong lĩnh vực thiết kế hàng không, với sự nghiệp 30 năm tham gia lĩnh vực khoa học hàng không, đóng góp lớn trong việc thiết kế máy bay tiêm kích cho Quân Giải phóng, máy bay phản lực dân dụng, đặc biệt là Phi Báo Xian JH-7, phản lực Y7-200A.

## Xuất thân và giáo dục
Hoàng Cường sinh tháng 4 năm 1963 tại huyện Đông Dương, địa cấp thị Kim Hoa, tỉnh Chiết Giang, Cộng hòa Nhân dân Trung Hoa. Ông lớn lên và theo học phổ thông ở quê nhà. Tháng 9 năm 1979, ông tới thành phố Tây An, tỉnh Thiểm Tây, trúng tuyển chuyên ngành Kỹ thuật điện tử hàng không, theo học Khoa Điều khiển tự động hàng không tại Đại học Bách khoa Tây Bắc (西北工业大学). Đến tháng 7 năm 1983, ông tốt nghiệp Cử nhân. Đến năm 1987, ông trở lại Đại học Bách khoa Tây Bắc, Khoa Điều khiển tự động hàng không, theo học cao học chuyên ngành Kỹ thuật điện tử hàng không, rồi lấy bằng Thạc sĩ Kỹ thuật vào tháng 3 năm 1990. Từ tháng 3 đến tháng 8 năm 1994, ông được điều động tới Công ty Xuất nhập khẩu hàng không Thâm Quyến, thành phố Thâm Quyến, tỉnh Quảng Đông để theo khóa đào tạo thực tiễn công việc về kỹ thuật hàng không.
Giai đoạn tháng 2 đến tháng 6 năm 1998, Hoàng Cường tham gia lớp đào tạo tiếng Anh tại Học viện Ngoại ngữ Tây An. Từ tháng 3 đến tháng 7 năm 1999, ông được điều về Trường Đảng Trung ương Đảng Cộng sản Trung Quốc theo học lớp cán bộ cấp địa – cấp sảnh. Sau đó, khoảng thời gian tháng 3 năm 2007 đến tháng 1 năm 2008, ông theo học lớp đào tạo cán bộ trung niên và thanh niên tại Trường Đảng Trung ương. Tháng 9 năm 2003, ông là nghiên cứu sinh sau đại học tại chức về khoa học quản lý và kỹ thuật tại Viện Quản lý học, Đại học Bách khoa Tây Bắc và nhận bằng Tiến sĩ Quản lý kỹ thuật vào tháng 6 năm 2006.

## Sự nghiệp

### Công nghiệp hàng không

#### Giai đoạn đầu
Sau khi tốt nghiệp đại học, Hoàng Cường bắt đầu sự nghiệp công tác vào tháng 7 năm 1983, được tuyển dụng làm Kỹ sư thiết kế thuộc Phòng 14, Sở 603 thuộc Bộ Công nghiệp Hàng không Trung Quốc. Tháng 3 năm 1990, ông công tác ở vị trí Kỹ sư, Phó Tổ trưởng và Phó Chủ nhiệm Văn phòng Thiết kế hệ thống đặc biệt thuộc Phòng Phát triển kỹ thuật của Công ty Công nghiệp máy bay Tây An, một doanh nghiệp nhà nước thuộc Bộ Hàng không Vũ trụ. Ông đồng thời là Ủy viên Hội Liên hiệp Thanh niên Trung Quốc, Phó Chủ tịch Hiệp hội Khoa học và Công nghệ Thiểm Tây. Tháng 12 năm 1992, ông được thăng cấp thành Chủ nhiệm Văn phòng Thiết kế hệ thống đặc biệt của Sở 603, được chuyển thể sang Tổng Công ty Công nghiệp Hàng không, thuộc Bộ Hàng không Vũ trụ. Tháng 10 năm 1994, ông được bổ nhiệm làm Trợ lý Sở trưởng Sở 603, Tổng Công ty Công nghiệp Hàng không. Sau đó, ông trở thành Phó Sở trưởng rồi Phó Sở trưởng thường trực, Giám đốc Công ty Kỹ thuật thực nghiệm, cơ quan thuộc Tổng Công ty Công nghiệp Hàng không Trung Quốc.
Tháng 4 năm 2000, Hoàng Cường được bổ nhiệm làm Sở trưởng Sở 603 của Tổng công ty Công nghiệp Hàng không Trung Quốc; được điều chuyển làm Tổ trưởng Tổ chuẩn bị kỹ thuật máy bay của Viện Nghiên cứu và Thiết kế máy bay thứ nhất của AVIC. Đến tháng 6 năm 2003, ông trở thành Viện trưởng Viện Nghiên cứu và Thiết kế máy bay thứ nhất AVIC, Phó Bí thư Đảng ủy Viện kiêm Sở trưởng Sở Nghiên cứu và Thiết kế máy bay Thượng Hải. Ông được bầu làm Bí thư Đảng ủy Viện Nghiên cứu AVIC kiêm Bí thư Đảng ủy Sở Nghiên cứu Thượng Hải, trở thành lãnh đạo tổ chức nghiên cứu thiết kế máy bay hàng đầu của Trung Quốc.

#### Công trình thiết kế máy bay

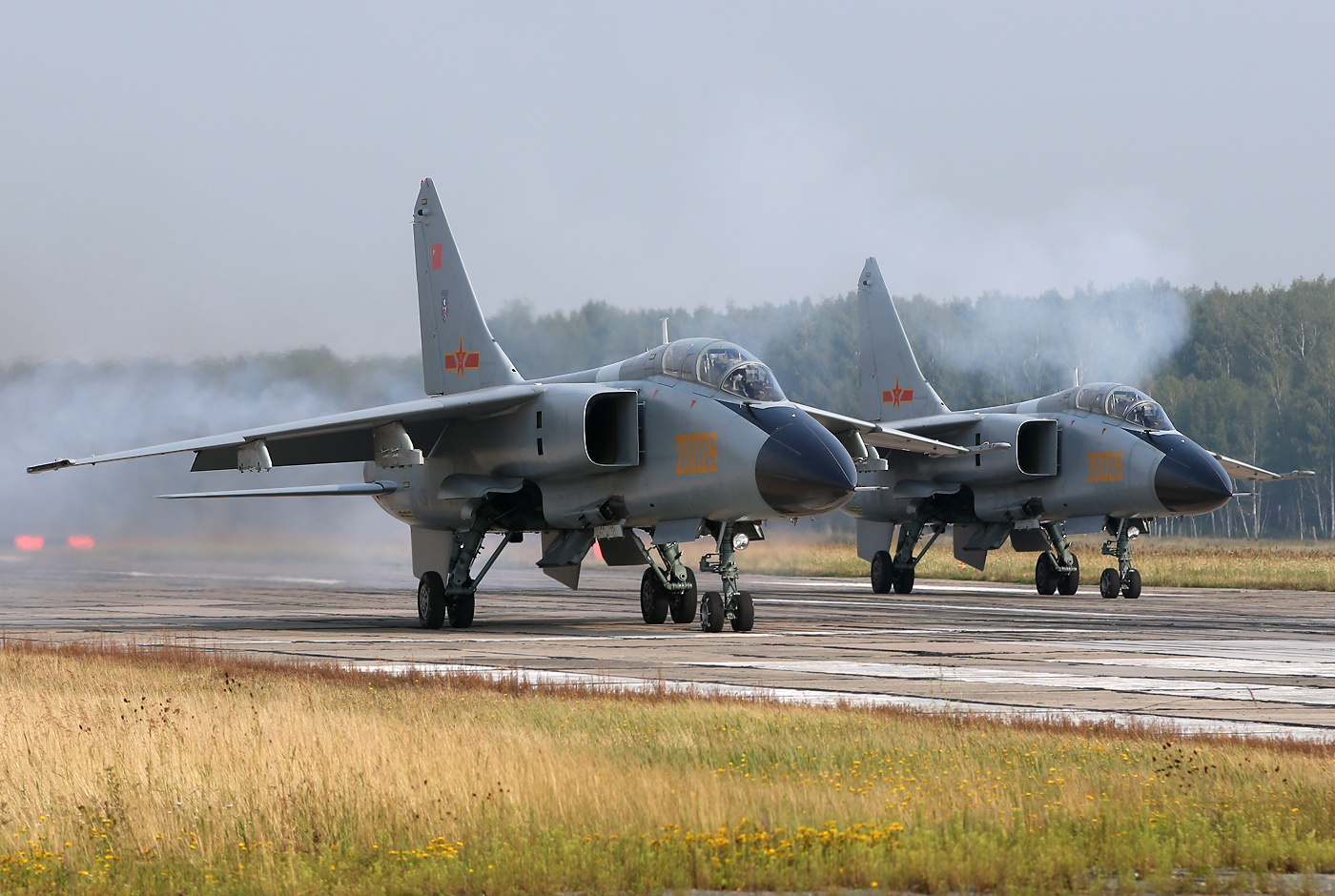
Tiêm kích Phi Báo do Hoàng Cường chỉ huy thiết kế.

Xian JH-7: trong suốt những năm công tác ở AVIC, Hoàng Cường tập trung vào thiết kế và quản lý thiết kế máy bay, đặc biệt là chế tạo máy bay không quân, có thể kể tới dự án thiết kế máy bay tiêm kích. Ông là một chuyên gia nghiên cứu chủ đạo về hệ thống truyền thông tin kỹ thuật số trong dự án máy bay Xian JH-7, chỉ huy Sở 603 giải quyết những khó khăn kỹ thuật của hệ thống dẫn đường và điều khiển hỏa lực, hướng tới mục tiêu lấp đầy khoảng trống lực lượng không lực trong nước. Ông đã tổ chức và chỉ huy máy bay Phi Báo Xian JH-7 – Flying Leopard tại triển lãm hàng không Châu Hải năm 1998 và tham gia lễ duyệt binh mừng Quốc khánh Cộng hòa Nhân dân Trung Hoa lần thứ 50 năm 1999. Với những nỗ lực của mình, ông đã góp phần hoàn thành nguyên mẫu điện tử máy bay nội địa đầu tiên, hiện thực hóa thiết kế máy bay không giấy và vượt qua những khó khăn của hệ thống điều khiển hỏa lực điện tử hàng không tích hợp máy tính.
Máy bay phản lực: với tư cách là chuyên viên chủ yếu, ông tham gia nghiên cứu hệ thống truyền thông tin kỹ thuật số máy bay phản lực, giải quyết vấn đề kỹ thuật của hệ thống điều khiển hỏa lực và dẫn đường, rút ngắn khoảng cách giữa công nghệ truyền số của Trung Quốc và công nghệ tiên tiến của thế giới; chủ trì kế hoạch hệ thống cung cấp năng lượng máy bay phản lực Y7-200A. Dự án đã trình diễn, thiết kế kiểm chứng, thiết kế chi tiết và thử nghiệm mô phỏng mặt bằng máy bay phản lực không quân và áp dụng dân dụng. Việc nghiên cứu và thiết kế mới Y7-200A được lấy tham khảo từ Antonov An-24, thuộc cấp hàng đầu trong nước.

#### Khoa học quốc gia
Tháng 1 năm 2006, Hoàng Cường được bổ nhiệm làm Tổng thư ký Ủy ban Khoa học, Công nghệ và Công nghiệp Quốc phòng Trung Quốc, cấp chính sảnh, chính địa. Ông công tác ở Ủy ban trong các năm 2006 – 2008, trước khi cơ quan được giải thể, phối hợp và phụ tá Chủ nhiệm Trương Khánh Vĩ. Tháng 6 năm 2008, Ủy ban Khoa học được giải thể, một bộ phận trở thành Cục Khoa học, Công nghệ và Công nghiệp Quốc phòng, cơ quan cấp phó bộ; ông được bổ nhiệm làm Ủy viên Đảng ủy, Phó Cục trưởng. Ông giữ vị trí này trong suốt những năm 2008 – 2014, phụ tá các Cục trưởng lãnh đạo ảnh hưởng lớn như Cục trưởng Trần Cầu Phát (2008 – 2013), Mã Hưng Thụy (2013), Hứa Đạt Triết (2013 – 2014) và đồng thời là Người phát ngôn của Cục Vũ trụ Quốc gia. Hoàng Cường là một chuyên gia kỹ thuật nổi tiếng trong nhóm các nhà khoa học hàng không vũ trụ đặc biệt, sinh ra ở thập niên 60, được đào tạo và bồi dưỡng của Trung Hoa trong giai đoạn cuối thế kỷ XX, đầu thế kỷ XXI, trong mục đích đẩy mạnh nền khoa học vũ trụ của đất nước. Ông theo học ở Đại học Bách khoa Tây Bắc chuyên ngành hàng không cùng các đồng môn là Hác Bằng và Trương Khánh Vĩ; cả ba cùng theo đuổi khoa học hàng không trong đó Hác Bằng tập trung chế tạo máy bay, Trương Khánh Vĩ hướng tới máy bay dân dụng và Hoàng Cường trở thành chuyên gia thiết kế. Giai đoạn thập niên 90, 2000, nhóm các chuyên gia hàng không vũ trụ nổi tiếng gồm ba người, cùng với nhà khoa học vũ trụ Mã Hưng Thụy, Viên Gia Quân, chuyên gia hàng không Trần Cầu Phát, Hứa Đạt Triết. Các nhà khoa học này đã góp phần đóng góp cho nền khoa học hàng không vũ trụ Trung Quốc phát triển tốc độ cao, sau đó được Trung ương điều chuyển sang lĩnh vực lãnh đạo, chính trị gia. Tính đến năm 2020, cả bảy nhà khoa học đều là lãnh đạo cấp bộ trưởng.

### Cơ quan địa phương

#### Cam Túc
Tháng 1 năm 2014, Hoàng Cường được điều chuyển về tỉnh Cam Túc, Tổng lý Quốc vụ viện Lý Khắc Cường quyết định bổ nhiệm ông làm Phó Tỉnh trưởng Chính phủ Nhân dân tỉnh Cam Túc, Ủy viên Đảng tổ Chính phủ tỉnh. Đến tháng 3 năm 2017, ông được bầu làm Ủy viên Ban thường vụ Tỉnh ủy Cam Túc, Phó Tỉnh trưởng thường trực, Phó Bí thư Đảng tổ Chính phủ tỉnh. Ông công tác ở vị trí Phó Tỉnh trưởng Cam Túc những năm 2014 – 2018, phối hợp hỗ trợ công tác với các Tỉnh trưởng Lưu Vĩ Bình (2014 – 2016), Lâm Đạc (2016 – 2017) và Đường Nhân Kiện (2017 – 2018).

#### Hà Nam
Vào tháng 5 năm 2018, Hoàng Cường được điều chuyển sang tỉnh Hà Nam, vào Ban thường vụ Tỉnh ủy Hà Nam. Đến tháng 6 cùng năm, ông được bổ nhiệm làm Phó Tỉnh trưởng thường trực, Phó Bí thư Đảng tổ Chính phủ Nhân dân tỉnh Hà Nam. Ông công tác ở Hà Nam giai đoạn 2018 – 2020, cùng các Tỉnh trưởng Hà Nam Trần Nhuận Nhi (2018 – 2019) và Doãn Hoằng (2019 – 2020). Trong quá trình công tác ở Hà Nam, giai đoạn từ tháng 25 tháng 10 đến 30 tháng 11 năm 2019, Tỉnh trưởng Trần Nhuận Nhi được điều chuyển công tác, Hoàng Cường tạm thời lãnh đạo Chính phủ Hà Nam để Trung ương bổ nhiệm Tỉnh trưởng mới.

#### Tứ Xuyên
Tháng 11 năm 2020, Trung ương họp bàn về lãnh đạo địa phương, quyết định điều chuyển Hoàng Cường tới tỉnh Tứ Xuyên, tham gia Ban thường vụ, làm Thường vụ Tỉnh ủy, Phó Bí thư Tỉnh ủy, Bí thư Đảng tổ Chính phủ Tứ Xuyên, được công bố nhậm chức vào ngày 1 tháng 12. Ngày 2 tháng 12, tại Hội nghị Ủy ban Thường vụ Nhân Đại tỉnh Tứ Xuyên, ông được bầu làm Quyền Tỉnh trưởng Tứ Xuyên, kế nhiệm Doãn Lực, phối hợp công tác cùng Bí thư Tứ Xuyên Bành Thanh Hoa. Trong giai đoạn cuối năm 2020, có sáu tỉnh bao gồm Cát Lâm, Hải Nam, Hồ Nam, Quý Châu, Tứ Xuyên, Vân Nam được Trung ương điều chuyển phân bố các Tỉnh trưởng, kế nhiệm các lãnh đạo nghỉ hưu. Tính đến năm 2020, ngành hàng không vũ trụ của Trung Quốc được đánh giá phát triển mạnh mẽ, các công ty liên quan đến hàng không vũ trụ liên tục ra đời. Có hơn 15.000 công ty liên quan đến hàng không vũ trụ ở Trung Quốc; Quảng Đông có số lượng công ty liên quan đến hàng không vũ trụ lớn nhất, đạt 5.100, chiếm 33% tổng số công ty liên quan trong cả nước; vị trí thứ hai là Tứ Xuyên, có hơn 1.000 công ty liên quan đến hàng không. Một trong số các nhiệm vụ của Hoàng Cường được giao phó là tiếp tục lãnh đạo ngành hàng không ở Tứ Xuyên. Cuối năm 2022, ông tham gia Đại hội Đảng Cộng sản Trung Quốc lần thứ XX từ đoàn đại biểu khối cơ quan trung ương Đảng và Nhà nước. Trong quá trình bầu cử tại đại hội, ông được bầu là Ủy viên Ủy ban Trung ương Đảng Cộng sản Trung Quốc khóa XX.

## Thành tựu
Trong sự nghiệp khoa học, Hoàng Cường nhận được nhiều danh hiệu, giải thưởng lớn và đặc biệt của Trung Quốc:
- Năm 1991, ông được Bộ Công nghiệp Hàng không vũ trụ và Đại học Bách khoa Tây Bắc trao tặng danh hiệu Chuyên gia khoa học xuất sắc về hàng không của Trung Quốc, cấp bằng thạc sĩ hàng không.
- Năm 1992, ông được Bộ Công nghiệp hàng không vũ trụ vinh danh là Thanh niên xuất sắc hàng đầu lĩnh vực hàng không, và được Cục Hàng không Thiểm Tây, một trong những cơ quan hàng không hàng đầu Trung Quốc trao danh hiệu Mười thanh niên xuất sắc nhất về lĩnh vực hàng không.
- Năm 1993, ông được tặng danh hiệu Chuyên gia trường chinh đột kích mới (新长征突击手), tuyên dương tài năng trong kỹ thuật thiết kế hàng không ở tỉnh Thiểm Tây.
- Năm 1995, ông được tặng thưởng cấp Bộ đối với chuyến bay hạng nhất của máy bay 200A được thiết kế.
- Năm 1997, ông đạt giải Ba kỳ Tiến bộ Khoa học công nghệ của Tổng công ty Công nghiệp Hàng không Trung Quốc (AVIC).
- Năm 1998, dự án chiếc máy bay Xian JH-7 được ông thiết kế chủ đạo đã hoàn thiện, đạt giải Ba cấp Bộ. Hoàng Cường lúc này là một chuyên gia tương đối trẻ (35 tuổi) đã có những đóng góp xuất sắc tại tỉnh Thiểm Tây, được hưởng phụ cấp đặc biệt của Quốc vụ viện và được xếp vào danh sách Dự án: Trăm, nghìn tài năng giỏi giang cấp quốc gia.
- Năm 2001, ông giành được Huân chương Thanh niên Tứ Ngũ Thiểm Tây (tiếng Trung: 中国青年五四奖章; tiếng Anh: China youth Wusi Medal), một huân chương đặc biệt xuất sắc dành cho các thanh niên từ 14 đến 40 tuổi. Ông được vinh danh là Mười nhân vật tin tức hàng đầu vào năm 2001 bởi thành phố Tây An và tỉnh Thiểm Tây.
- Năm 2002, ông chiến thắng và giành danh hiệu Mười thanh niên xuất sắc nhất Trung Quốc lần thứ 12.